# HD 53921
HD 53921，又名CP-58 826，SAO 234890、HR 2674，是一颗恒星，视星等为5.5，位于銀經269.54，銀緯-21.6，其B1900.0坐标为赤經7h 1m 43s，赤緯-59° -21.6′ 42″。